# 리버댄스
리버댄스(Riverdance)는 아일랜드 전통 탭댄스를 이용하여 만든 뮤지컬이다. 리버댄스는 아일랜드 전통 음악과 춤을 중심으로 구성된 연극 공연이다. 빌 웰란(Bill Whelan)이 작곡한 악보로, 이 곡은 아일랜드 댄스 챔피언 진 버틀러, 마이클 플래틀리 및 보컬 앙상블 아누나가 출연하는 유로비전 송 콘테스트 1994 동안 휴식 시간에 시작되었다. 얼마 지나지 않아 남편과 아내 제작팀인 존 맥코글런과 모야 도허티는 이를 무대 쇼로 확장하여 1995년 2월 9일 더블린에서 개막했다. 2023년 기준 이 쇼는 계속해서 전 세계를 순회하고 있다.

## 같이 보기
- 쿠 훌린